# Monastère de Gornje Žapsko
Le monastère de Gornje Žapsko (en serbe cyrillique : Манастир Светог Стефана, Горње Жапско ; en serbe latin : Manastir Svetog Stefana, Gornje Žapsko) est un monastère orthodoxe serbe situé à Gornje Žapsko, dans le district de Pčinja et sur le territoire de la Ville de Vranje en Serbie.
Le monastère est aujourd'hui un métoque du monastère de Prohor Pčinjski. Il abrite une communauté de religieuses,.

## Présentation

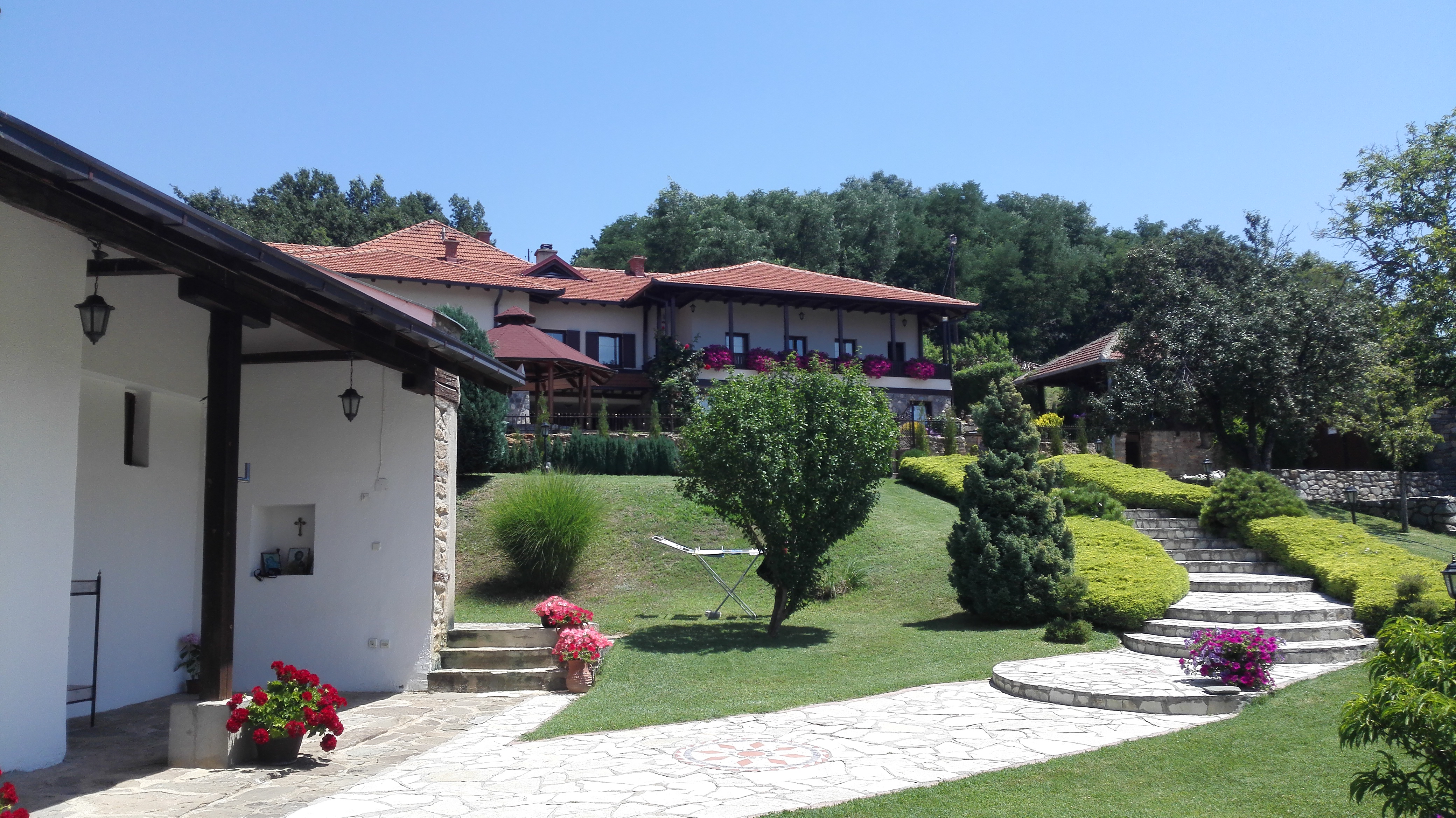
Autre vue du monastère.

Le monastère, qui remonte au Moyen Âge, est dédié à la Translation des Reliques de saint Étienne,. Il a été reconstruit en 1843, à l'époque du métropolite Petar Jovanović et de l'évêque de Niš Grigorije. 
L'église, très simple, est construite sur le modèle des églises de village de la région ; elle mesure 15 m de long sur 4 m de large ; elle ne dispose d'aucune décoration extérieure. Elle abrite une iconostase dont la date est inconnue ; en revanche, l'icône de saint Étienne a été peinte en 1918 par Nikolaï Sofronski, un russe qui fuyait la révolution d'Octobre. Au début du siècle, une école a ouvert ses portes à Gornje Žapsko, d'où sont sortis de nombreux futurs théologiens célèbres dont Justin Popović.
Après les vicissitudes de la Seconde Guerre mondiale, le monastère a été de nouveau reconstruit en 1994 et, depuis 1995, il abrite un atelier d'icônes et un atelier de menuiserie ; les sœurs pratiquent également la traduction et l'édition d'ouvrages, notamment ceux de l'ascète et saint grec Païssios du Mont Athos (1924-1994), et perpétuent la tradition du chant byzantin.
Le monastère abrite aussi des livres liturgiques.